# حملة دقيقة صمت واحدة في أولمبياد 2012
حملة دقيقة صمت واحدة في أولمبياد 2012 تشير إلى حملة دولية أنشئت لإقناع اللجنة الأولمبية الدولية لعقد دقيقة صمت في حفل افتتاح دورة الألعاب الأولمبية الصيفية 2012 في لندن لتذكر الرياضيين الإسرائيليين الذين قتلوا في عملية ميونيخ في دورة الألعاب الأولمبية الصيفية 1972 من قبل المنظمة الإرهابية الفلسطينية أيلول الأسود. جاء الدعم للحملة من عدد من كبار المسؤولين والحكومات بما في ذلك مجلس النواب الأمريكي ورئيس الولايات المتحدة باراك أوباما ووزيرة الخارجية الأمريكية هيلاري كلينتون والمرشح الرئاسي عن الحزب الجمهوري الأمريكي ميت رومني وبرلمان إيطاليا والبرلمان الأسترالي والبرلمان الكندي والبرلمان الألماني ووزير الخارجية الألماني غيدو فيسترفيله.
رفضت اللجنة الأولمبية الدولية طلب دقيقة صمت في حفل الافتتاح ولكن تكريم مسؤولي اللجنة الأولمبية الدولية الضحايا في حفل أقامته السفارة الإسرائيلية والجالية اليهودية في لندن نظمت خلال دورة الألعاب الأولمبية في 6 أغسطس 2012. كان من المخطط حفل آخر في ألمانيا في الذكرى السنوية للهجوم في 5 سبتمبر 2012 في مطار فورستنفلدبروك العسكري. أدى رئيس اللجنة الأولمبية الدولية روج لحظة صمت عفوية خلال حفل يوم 23 يوليو 2012 التي شجعت على الهدنة الأولمبية وهي المرة الأولى التي تتمكن فيها اللجنة الأولمبية الدولية تكريم الضحايا الإسرائيليين في حفل داخل القرية الاولمبية.

## الخلفية
وقعت مذبحة ميونيخ خلال دورة الألعاب الأولمبية الصيفية 1972 في ميونخ في جنوب ألمانيا الغربية عندما أخذ أعضاء الفريق الأولمبي الإسرائيلي كرهائن وقتلوا في نهاية المطاف من قبل المجموعة الفلسطينية أيلول الأسود. قتل الخاطفون 11 رياضيا ومدربا إسرائيليا بالإضافة إلى ضابط شرطة من ألمانيا الغربية.
بعد الهجوم أقيمت مراسم تذكارية في الملعب الأوليمبي على الرغم من أن رئيس اللجنة الأوليمبية الدولية أفري بروندج لم يشير إلى الرياضيين خلال خطابه. منذ الذكرى التذكارية رفضت اللجنة الأوقيانوغرافية الحكومية الدولية مرارا وتكرارا دعوات لإحياء ذكرى الضحايا خلال دورة الألعاب الأولمبية أو عقد حفل تذكاري رسمي.

## المحاولات الأولية
حاولت أسر الرياضيين الذين قتلوا منذ المذابح الحصول على ذكرى رسمية للقتلى في المجزرة بدءا من دورة الألعاب الأولمبية الصيفية 1976 في مونتريال.
ساعدت أنكي سبيتزر أرملة المدرب الإسرائيلي أندريه سبيتزر قيادة الحملة ووصفت فكرة دقيقة الصمت أو أي شكل آخر من أشكال الاحتفال بالطبيعية في منطقتنا في عيون العائلات". ومع ذلك قالت سبيتزر:
منذ أولمبياد مونتريال واصلت اللجنة الأولمبية الدولية رفض أي احتفال رسمي للضحايا. أوضحت سبيتزر أن لجنة الأولمبياد الدولية تقول أنها ليست في «بروتوكول مراسم الافتتاح للاحتفال». ومع ذلك قالت سبيتزر: «حسنا كان زوجي عائدا إلى منزله في تابوت ليس في بروتوكول سواء. كانت هذه صفحة سوداء في التاريخ الأولمبي. كان هؤلاء الرياضيين الأحد عشر جزءا من الأسرة الأولمبية وليس سياح عشوائيين وينبغي أن يكونوا جزء من الإطار الأولمبي».

## الحملة
في أبريل 2012 وهو عام الذكرى الأربعين لمذبحة ميونيخ تم إنشاء عريضة على الإنترنت تحت عنوان «أخبر اللجنة الأولمبية الدولية: 40 سنة كافية!» لحث اللجنة الأوليمبية الدولية على تكريم ذكرى الرياضيين الإحدى عشر الذين قتلوا في دقيقة صمت. بدأ مركز الجالية اليهودية في مقاطعة روكلاند بنيويورك التماس مع إنكي سبيتزر زوجة أندريه سبيتزر الذي قتل في أولمبياد ميونيخ. يقول الالتماس: «دقيقة واحدة فقط - في دورة الألعاب الأولمبية الصيفية في لندن 2012 وفي كل مباراة أوليمبية لتعزيز السلام». عندما وقع أولمبياد لندن في يوليو وقع أكثر من 100 ألف شخص على الالتماس لدعم دقيقة واحدة من الصمت.
في وقت لاحق من نفس الشهر كتب نائب وزير الخارجية الإسرائيلي داني أيالون رسالة رسمية إلى اللجنة الأوليمبية الدولية طلب فيها الاحتفال بالرياضيين الأحد عشر الذين قتلوا في دقيقة صمت فضلا عن التركيز على المبادئ الأوليمبية للمساواة والأخوة. قال أيالون: «يجب أن نظل يقظين ضد أعمال الكراهية والتعصب التي تتناقض مع المثل العليا للألعاب الأولمبية الدولية».

## الدعم
دعم حملة دقيقة واحدة من الصمت لدورة الألعاب الأولمبية في لندن 2012 خرجت من جميع أنحاء العالم. كما جاءت دعوات دقيقة صمت من برلمانات ومسؤولين حكوميين مختلفين. بالإضافة إلى ذلك وقع أكثر من 100 ألف شخص عريضة لدعم دقيقة واحدة من الصمت.

### أستراليا
وقعت كل من رئيسة الوزراء جوليا غيلارد ونائب رئيس الوزراء واين سوان ووزير الخارجية بوب كار وزعيم المعارضة توني أبوت ورئيس وزراء نيو ساوث ويلز باري أوفاريل ورئيس الوزراء الفيكتوري تيد بيليو والمشرعين الفيدراليين مايكل دانبي وجوش فريدنبرج رسالة تحث الألعاب الأولمبية الدولية أن تكرس دقيقة صمت. قالت الرسالة أن: «الصمت هو تكريم مناسب للرياضيين الذين فقدوا أرواحهم في المرحلة الأولمبية ولا يحتوي الصمت على أي بيانات أو افتراضات أو معتقدات ولا يتطلب فهم اللغة للتفسير».
أيد المشرعون الأستراليون بالاجماع اقتراحا يؤيد دقيقة صمت خلال مراسم افتتاح أولمبياد لندن. صوتت رئيسة الوزراء جوليا جيلارد وزعيم المعارضة توني أبوت على الاقتراح أيضا. قال الاقتراح أن تأثير مذبحة ميونيخ عام 1972 «كان محصورا في الوعي العالمي» وحث اللجنة الأوليمبية الدولية على الاحتفال بالذكرى الأربعين.

### كندا
اعتمد مجلس العموم بالإجماع اقتراحا قدمه عضو البرلمان الليبرالي إيروين كوتلر لدعم الحملة لإشادة خاصة لضحايا مذبحة ميونيخ.
حث وزير الدولة للرياضة بال غوسال ووزير الخارجية جون بيرد رئيس اللجنة الأولمبية الدولية جاك روج على إعادة النظر في موقفه من إحياء ذكرى الضحايا. كتبوا: «إن الهجوم الإرهابي لم يستهدف إسرائيل فقط بل روح وأهداف الحركة الأولمبية ونظرا لأثر هذه المأساة وعلى المجتمع الأولمبي ككل والعالم يجب أن يتم وضع علامة علنية كجزء من المسؤول احتفال المباريات وليس فقط من قبل الوفد الإسرائيلي».

### ألمانيا
كان وزير الخارجية الألماني غيدو فيسترفيله قد وافق على التزام الصمت لمدة دقيقة في أولمبياد لندن في رسالة وجهها إلى جاك روج رئيس لجنة الألعاب الأولمبية الدولية. كتب فيسترفيله أن مذبحة ميونيخ «كانت أيضا هجوما على الألعاب الأوليمبية والفكرة الأوليمبية لتعزيز السلام والصداقة بين الدول». اعترف فيسترفيله بأن تركيز الأولمبياد يجب أن يكون المنافسة الرياضية ولكنه ناشد روج «التوقف عن اللحظة في الوقت المناسب» خلال دورة الألعاب الأولمبية والذي سيكون «بادرة إنسانية وطريقة ملائمة لإرسال رسالة مفادها أن العنف وأن الإرهاب لا يتفق مع الفكرة الأولمبية». أضاف فيسترفيله أن ألمانيا «تنظر إلى الوراء مع الحزن والكرب على مأساة ميونيخ» وأفكارهم مع الضحايا وأسرهم وأعضاء الفريق الإسرائيلي الذين نجوا.
تعهد رئيس البرلمان نوربرت لامرت بدعمه دقيقة صمت في رسالة رسمية إلى رئيس الكنيست الإسرائيلي رؤوفين ريفلين. قال ريفلين «أن ألمانيا التي نفذت الهجمات الإرهابية على أراضيها انضمت إلى القضية بالغة الأهمية. القضية لمدة دقيقة صمت للاحتفال بالذكرى الأربعين للمذبحة هي قضية أخلاقية من الدرجة الأولى».

### المملكة المتحدة
وافقت جمعية لندن بالإجماع على الحركة التي دعا عمدة بوريس جونسون لضمان تذكر ضحايا مذبحة ميونيخ عام 1972 خلال دورة الألعاب الأولمبية 2012 بالوقوف دقيقة صمت في الحديقة الأولمبية خلال الافتتاح أو الختام. قال الاقتراح:
اقترح أندرو ديزموري من جمعية لندن الاقتراح قائلا: «من 40 سنة منذ تولي هذا الهجوم المروع مكان ولم يكن هناك مرة واحدة في تأبين أو الحدث رسميا جزءا من الأحداث المجدولة في دورة الألعاب الأولمبية. هذا هو ببساطة ليست جيدة بما فيه الكفاية. اللجنة الأولمبية الدولية أقول لديك دقيقة صمت لإحياء ذكرى هؤلاء الضحايا من الإرهاب سيكون لفتة سياسية ولكن بالتأكيد ليس لها الوقوف دقيقة صمت هو في حد ذاته لفتة سياسية وهذا ليس عن جنسية الضحايا - كانوا رياضيين». أثنى روجر إيفانز من جمعية لندن على الاقتراح وقال: «إن اللجنة الأولمبية الدولية بحاجة لإظهار بعض الشجاعة السياسية والسماح لتذكر المأساة التي أثرت على ضيوفهم خلال الحدث في مكان خاص بهم قبل أربعين عاما. لا ينبغي أن أملي هذا القرار الهام من قبل عدد قليل من أعضائها».

### إيطاليا
حث 140 عضوا من البرلمان الإيطالي اللجنة الأولمبية الدولية على التزام الصمت دقيقة واحدة بمناسبة الذكرى الأربعين لمذبحة ميونيخ في رسالة كتبوها إلى اللجنة الأولمبية الدولية.

### الولايات المتحدة
أصدر مجلس الشيوخ الأمريكي بالإجماع قرارا حث اللجنة الأوليمبية الدولية على الصمت دقيقة واحدة. أقر مجلس النواب بالولايات المتحدة بالإجماع مشروع قانون مماثل قدمته لجنة الشؤون الخارجية في مجلس النواب الأمريكي لكن الهيئة الكاملة لم تتلق فرصة للتصويت عليها. عقد مجلس النواب لحظة الصمت بأنفسهم وخطب دقيقة واحدة على أرضية البيت أيضا. ألقى الممثل إليوت إنجل الذي شارك في تقديم القرار دعما دقيقة صمت باللوم على رفض اللجنة الأولمبية الدولية "لكونها سياسية لأنهم يخشون بصراحة إهانة بعض الدول العربية". ومع ذلك قال إنجل: "إذا كان لديك هذا الخيال من الروابط الأخوية والشعور المشترك من الشعور ثم فمن المناسب للجنة الأولمبية الدولية العمل دون أي سياسة على الإطلاق. السبب الوحيد وراء عدم قيامهم بذلك منذ 40 عاما هو أن الرياضيين إسرائيليين وهذا يجعله مشين أكثر.
قال الرئيس باراك أوباما أنه «يؤيد تماما» دقيقة الصمت. قال المتحدث باسم مجلس الأمن القومي تومي فيتور: «نحن نؤيد تماما الحملة لمدة دقيقة صمت في الألعاب الأولمبية لتكريم الرياضيين الإسرائيليين الذين قتلوا في ميونيخ».
كتبت وزيرة الخارجية الأمريكية هيلاري كلينتون إلى رئيس لجنة الألعاب الأولمبية الدولية جاك روج لحث اللجنة الأولمبية الدولية على عقد «مناسبة تذكارية مناسبة» في لندن لضحايا مذبحة ميونيخ وحثت اللجنة الأولمبية الدولية على عكس قرارها ضد عقد دقيقة من الصمت.
أيد مرشح الرئاسة الجمهوري الحاكم ميت رومني دقيقة صمت. قالت أندريا ساول المتحدثة باسم ميت رومني: «الحاكم رومني يدعم لحظة الصمت في ذكرى الرياضيين الإسرائيليين الذين قتلوا في دورة الألعاب الأولمبية في ميونيخ».

## رد اللجنة الأوليمبية الدولية
رفضت اللجنة الأوليمبية الدولية الصمت دقيقة واحدة في الذكرى الأربعين لمذبحة ميونيخ. قال رئيس اللجنة الأولمبية الدولية جاك روج: «إننا نرى أن مراسم الافتتاح جو لا يناسب تذكر مثل هذا الحادث المأساوي». بيد أن روج قال أن اللجنة الأولمبية الدولية ستكرم ضحايا مذبحة ميونيخ في حفل استقبال في لندن خلال دورة الألعاب الأوليمبية يوم 6 أغسطس وأن مسئولي اللجنة الأولمبية الدولية سيحضرون مراسم أقيمت في ألمانيا بمناسبة الذكرى السنوية للهجوم الذي وقع يوم 5 سبتمبر في مطار فورستنفلدبروك العسكري من حيث توفي معظم الإسرائيليين خلال محاولة الإنقاذ المهزومة. كما قال روج أنه حضر العديد من الاحتفالات مع اللجنة الأولمبية الإسرائيلية والرياضيين الإسرائيليين خلال المباريات الأخيرة.
على الرغم من رفض تكريم الضحايا خلال مراسم افتتاح دورة الألعاب الأولمبية فقد قاد جاك روج رئيس اللجنة الأولمبية الدولية في 23 يوليو دقيقة صمت خلال مراسم أقيمت على هدنة أوليمبية. هذه هي المرة الأولى التي تكرس فيها اللجنة الأولمبية الدولية الضحايا الإسرائيليين في مراسم أقيمت داخل قرية أوليمبية. بدأ روج: «تكريما لذكرى أولمبياد إسرائيل ال 11 الذين شاركوا المثل العليا التي جمعتنا معا في هذه القرية الأوليمبية الجميلة» وقال أن الإسرائيليين «جاءوا إلى ميونيخ بروح السلام والتضامن» وأضاف روج «نحن» وردا على دقيقة صمت عفوية من روج قالت إيلانا رومانو أرملة لاعب رفع الأثقال الإسرائيلي يوسف رومانو: «إنه يحاول أن يفعل ذلك». انتقدت إنكي سبيتزر أرملة المدرب الإسرائيلي أندريه سبيتزر روج قائلة: «هذا ليس هو الحل الصحيح لإقامة بعض الأحداث أمام 30 أو 40 شخصا وقد طلبنا ذلك للحظة الصمت في مراسم الافتتاح وليس لأحد أن يضرب شيئا أمام بضعة عشرات من الناس». في احتفال لندن في 6 أغسطس قالت رومانو لروج أنه «قدم للإرهاب» وسيكون «كتب على صفحات التاريخ كما... الرئيس الذي فيولا تسمى الميثاق الأولمبي يدعو إلى الأخوة والصداقة والسلام». أشاد الجمهور بهجماتهم ولكن بعد ذلك أعرب بعض الحضور بشكل خاص عن عدم ارتياحهم للهجوم المتواصل على روج وعلق أندرو جيلبرت الرئيس السابق لليمود الدولية على أن «لميونيخ 11 أصبح مسيرة ضد اللجنة الأولمبية الدولية والإهانة الثقيلة من روج».

### ردود الفعل على استجابة اللجنة الأولمبية الدولية
أعرب جبريل الرجوب رئيس اللجنة الأولمبية الفلسطينية عن شكره لجاك روج في رسالة لرفضه الصمت لمدة دقيقة قائلا أنه يعزز انتشار العنصرية وأن الفريق الأولمبي الفلسطيني مستعد لمواجهة الاستفزازات الإسرائيلية مشيرا إلى دقيقة صمت. أضاف الرجوب أن الرياضة في فلسطين وسيلة لتحقيق الأهداف الوطنية وأداة النضال من أجل تقديم القضية الفلسطينية وأن الرياضة هي جسر إلى الحب والربط البيني ونشر السلام بين الدول. أشارت صحيفة الحياة الجديدة الصحيفة اليومية الرسمية للسلطة الوطنية الفلسطينية إلى مذبحة ميونيخ «عملية ميونخ». ندد نائب وزير الخارجية الإسرائيلي داني أيالون باستخدام مصطلح عنصري من قبل الرجوب وأصر على أن قتل الأولمبيين الإسرائيليين بسبب جنسيتهم هو العمل العنصري.
حثت إنكي سبيتزر وإيلانا رومانو أعضاء الحشد على الوقوف دقيقة صمت عفوية خلال مراسم الافتتاح. ادعت سبيتزر أن روج كان يستخدم حفل ميونخ نظمه الإسرائيليون والجالية اليهودية في لندن في 6 أغسطس كذريعة لعدم عقد لحظة الصمت. قالت سبيتزر: «جاك روج يستخدمه كمخبأ. إذا لم تكن السفارة الإسرائيلية والجالية اليهودية في لندن تنظمه فلن يكون له أي نصب تذكاري يذهب إليه».
حينما دخل الوفد الإسرائيلي الملعب الأولمبي أشار بوب كوستاس إلى أن اللجنة الأوليمبية الدولية نفت طلبات الصمت دقيقة قائلة في مقابلة أن «الكثيرين يجدون أن الانكار أكثر من محير ولكنه غير حساس». خلال حفل الافتتاح أشار كوستاس إلى دقيقة صمت عفوية في الأسبوع السابق على أنها غير كافية قائلا: «ومع ذلك بالنسبة للكثيرين هذه الليلة مع مشاهدة العالم هو الوقت والمكان الحقيقي لتذكر أولئك الذين فقدوا وكيف ولماذا ماتوا».
أدان عضو الكونجرس إليوت إنجل رفض اللجنة الأولمبية الدولية قائلا «عار عليك!» وقال جوزيف بوتاسنيك نائب رئيس مجلس حاخامات نيويورك: «37,360 هذه هي عدد الدقائق في دورة الألعاب الأولمبية بأكملها ولم يجدوا أحدا».
شعرت باربرا بيرغر التي قتل شقيقها ديفيد مارك بيرغر في مذبحة ميونيخ بالجزع والإهانة عند الرفض موضحة أن: «لحظة الصمت قد لا تبدو كثيرة ولكن بالنسبة لنا وللأسر التي فقدت الكثير أن الصمت احترام سوف يتكلم عن مجلدات». هذه اللحظة:
أعرب ألي ريسمان وهو لاعب جمباز يهودي أميركي فاز بالميدالية الذهبية في أولمبياد لندن 2012 عن دعمه لدقيقة الصمت في دورة الألعاب الأولمبية قائلا أن: «الحقيقة كانت في الذكرى 40 خاصة وأن الفوز بالذهب اليوم يعني الكثير بالنسبة لي. إذا كان هناك صمت لحظة كنت قد أيدت واحترمته».
في 9 أغسطس كتب إيروين كوتلر وهو وزير العدل الكندي السابق والنائب العام وعضو البرلمان آنذاك نداء في الدقيقة الأخيرة إلى روج يقضي الصمت لمدة دقيقة في مراسم اختتام دورة الألعاب الأوليمبية. كتب كوتلر:
ليس من الصعب أن نستنتج أن الرياضيين لم يقتلوا فقط لأنهم كانوا إسرائيليين ويهود ولكن لحظة الصمت محرومة منهم أيضا لأنهم إسرائيليون ويهود.
قال كوتلر أن تردد اللجنة الأولمبية الدولية الصامد في الوقوف دقيقة صمت يتجاهل ويهتز إلى: «الدعوة إلى لحظة الصمت من جانب قادة الحكومة... والحملة العامة الدولية المستمرة والنداءات المظلمة للمجتمع المدني». كما ذكر كوتلر أنه لن يكون النصب التذكاري غير مسبوق مشيرا إلى دقيقة الصمت التي لوحظت في ذكرى اللاعب الجورجي نودار كوماريتاشفيلي في دورة الألعاب الأولمبية الشتوية لعام 2010 وإحياء الذكرى السنوية الأولمبية الشتوية لعام 2002 لضحايا 11 سبتمبر وإحياء ذكرى الألعاب الأوليمبية الصيفية لعام 2012 ضحايا تفجيرات لندن في 7 يوليو 2005 والتي وقعت بعد يوم واحد من حصول لندن على الألعاب وأشار كوتلر إلى أن أيا من الهجومين الإرهابيين الأخيرين الذي ذكره كان مرتبطا بالدورة الأولمبية.

## احتفالات غير اللجنة الاولمبية الدولية
في 25 يوليو 2012 عقد مجلس النواب الإيطالي دقيقة صمت للاحتفال بالذكرى الأربعين لمذبحة ميونيخ وتكريما لضحايا المذبحة. في 29 يوليو عقد أعضاء الوفد الأولمبي الإيطالي أيضا لحظة صمت. كان من بين الحضور حوالي 30 شخصا بالإضافة إلى وزير السياحة والرياضة الإيطالي بييرو غنودي ورئيس اللجنة الأولمبية الإيطالية جياني بتروتشي ورئيس اللجنة الأولمبية الإسرائيلية زفي فارشافياك ورئيس الوفد الإسرائيلي أفرايم زنجر.
في 27 يوليو 2012 حضر أكثر من 20,000 شخص في جميع أنحاء لندن برنامج «دقيقة لميونيخ» الذي نظمه الاتحاد الصهيوني البريطاني. في نفس اليوم أقيم نصب تذكاري في ميدان ترافلغار حضره حوالي 400 شخص للاحتفال بالذكرى الأربعين لمذبحة ميونيخ. كان هذا الحدث الذي نظمه الائتلاف البريطاني «ردا على رفض اللجنة الأولمبية الدولية الصمت دقيقة واحدة في حفل الافتتاح الذي سيعقد الليلة».
وافق رئيس الوزراء البريطاني ديفيد كاميرون على حضور احتفال في جيلدال بمناسبة الذكرى الأربعين لمذبحة ميونيخ وتكريما لضحايا المذبحة. قال رئيس الوزراء كاميرون: «من الصحيح أنه في عام 2012 - 40 عاما على من أولمبياد ميونيخ - نتذكر أعضاء الفريق الإسرائيلي الذين قتلوا هناك».
يذكر أن الإسرائيليين احتفلوا بالذكرى الأربعين لمذبحة ميونيخ في لندن التي قيلت خلالها الصلوات للإسرائيليين ال 11 الذين قتلوا وتم زرع أكاليل الزهور وكشف النقاب عن لوحة على بعد حوالى أربعة أميال من الملعب الأولمبي. حضر عمدة لندن بوريس جونسون هذا الحدث وأشار إلى مشاهدة المذبحة في عام 1972 تتكشف عندما كان يبلغ من العمر 8 سنوات. قال جونسون: «ما يكمن في ذهني هو الشعور بالقدس والشعور بالرعب بأن أكبر حدث رياضي في العالم يجب أن يعاني من مثل هذا الهجوم وأنه يجب شن هجوم ضد الناس الذين تم تدريب على ما كان ينبغي أن يكون أعظم حدث في حياتهم. أعتقد أن العالم شاهد بشعور من عدم الكفر حيث أن تلك الأحداث تكشفت لأن الرياضة يجب أن تتجاوز السياسة». بالإضافة إلى ذلك عقد معلقو التلفزيون الإسرائيلي صمت غير رسمي لمدة 30 ثانية خلال حفل افتتاح الألعاب الأوليمبية.
في يوم 31 يوليو أقيمت دقيقة صمت على متن رحلة إيزي جيت من لندن إلى إسرائيل حيث طارت طائرتها فوق ميونيخ بألمانيا. وافق قائد الطائرة على طلب من الركاب بالوقوف دقيقة صمت وطلب من الركاب القيام بذلك.
أقيمت مراسم تذكارية في السادس من أغسطس نظمتها اللجنة الأولمبية الوطنية الإسرائيلية وسفارة إسرائيل في لندن واللجنة اليهودية لدورة الألعاب. حضر الحفل رئيس اللجنة الأولمبية الدولية جاك روج ورئيس الوزراء البريطاني ديفيد كاميرون وعمدة لندن بوريس جونسون ووزير الرياضة والثقافة الإسرائيلي ليمور ليفنات وممثلون آخرون. تمت قراءة رسالة دعم من تشارلز أمير ويلز. قال رئيس الوزراء كاميرون:
أشار كاميرون أيضا إلى تفجيرات لندن في 7 يوليو 2005 وأن بريطانيا عانت أيضا من الإرهاب. قال ليفنات أن: «عدم مراقبة الصمت يمنح انتصارا أخلاقيا للشر». قالت إنكي سبيتزر: «هل تهتم اللجنة الأولمبية الدولية بالسلطة والمال والسياسة فقط؟ هل نسوا أنهم من المفترض أن يعززوا السلام والإخوة واللعب النزيه»؟ سبيتزر وإيلانا رومانا اللتين كانتا قد طلبتا من قبل أن يحظر روج وقالتا أن اللجنة الأولمبية الدولية قد تميزت ضد الرياضيين القتلى لأنهم إسرائيليون ويهود. أضافوا أنهم أصيبوا شخصيا وشعروا بالإهانة من قبل روج. سبيتزر هتفت: «العار عليك»! في إشارة إلى رئيس اللجنة الأولمبية الدولية روج لرفضه الصمت دقيقة واحدة.
فازت ألي ريسمان لاعبة الجمباز الأمريكية بالميدالية الذهبية في أولمبياد لندن 2012 التي فازت بالميدالية الذهبية لرقصها على موسيقى هافا ناجيلا في حين لم يتم اختيار الموسيقى على وجه التحديد مع ميونيخ 11 في الاعتبار وقالت أنها كانت قد أيدت واحترمت لحظة صمت في التكريم.
في مراسم افتتاح جك ماكابي غامس في جك روكلاند في ضواحي نيويورك قادت إنكي سبيتزر دقيقة صمت في جميع أنحاء العالم تكريما للرياضيين الإسرائيليين ال 11 الذين قتلوا في مذبحة ميونيخ.